# 行政書士
行政書士（ぎょうせいしょし）とは、行政書士法に基づく国家資格で、官公署への提出書類および権利義務・事実証明に関する書類の作成、提出手続、行政書士が作成した官公署提出書類に関する行政不服申立て手続（特定行政書士（後述）の付記がある者に限る）等の代理、作成に伴う相談などに応ずる専門職で、職務上請求を行うことができる八士業の一つである。徽章はコスモスに「行」の字。

## 概要
行政書士法(昭和26年法律第4号)には、1997年（平成9年）に目的規定（第1条）が追加され、その後の改正も含め、行政書士制度の目的が「国民の権利利益の実現」であることが明確化された。

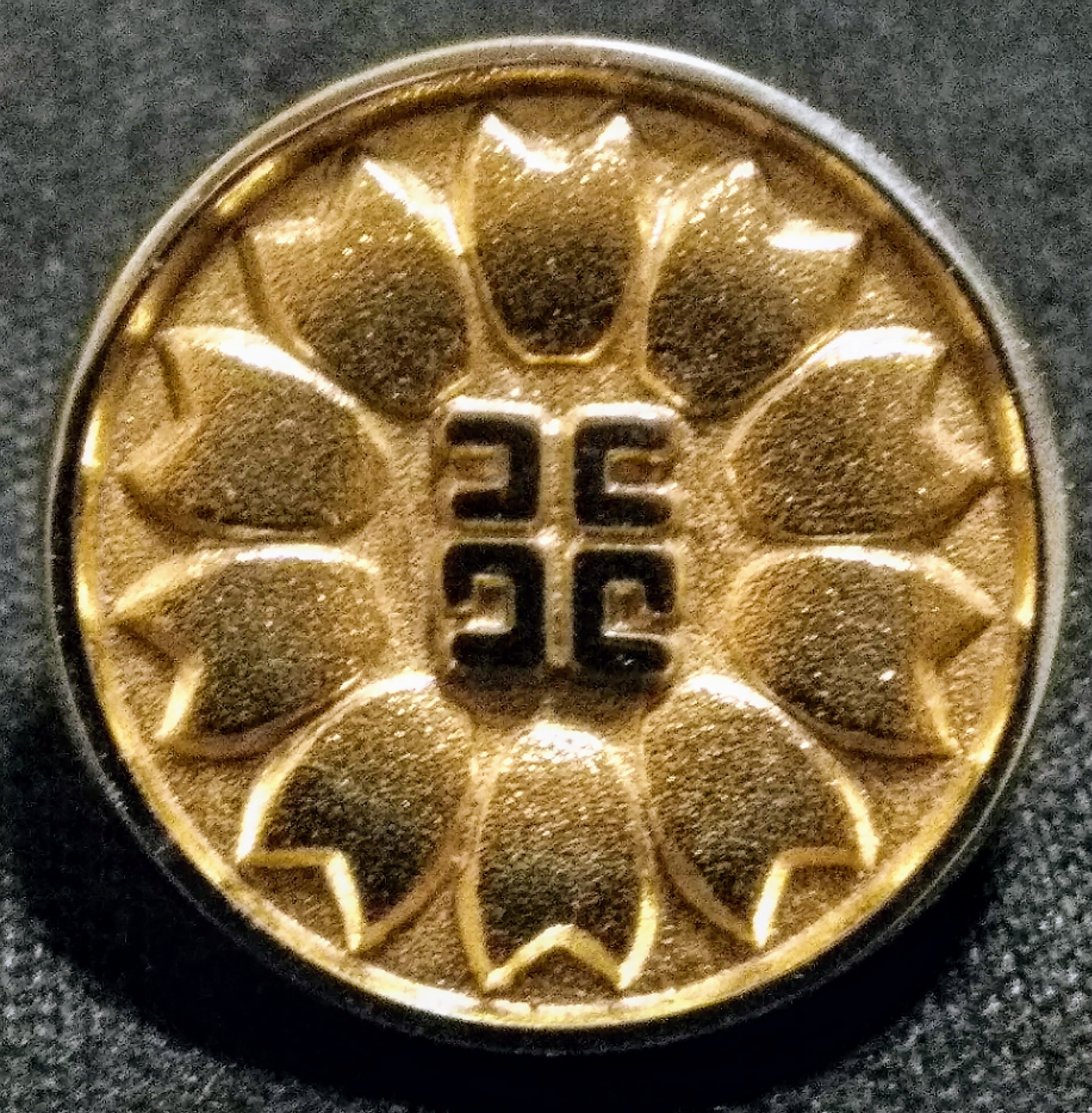
行政書士徽章

行政書士は、他人の依頼を受け報酬を得て、官公署に提出する書類（電磁的記録を含む）および権利義務・事実証明に関する書類に関して、法律に基づき作成、作成・提出を代理または代行（使者 (法律用語)）し、加えて、当該書類作成に伴う相談に応ずることを業とする。また、特定行政書士（後述）の付記がされた者は、これらの他に行政書士が作成した官公署提出書類に関する行政不服申立て手続等の代理、およびその手続について官公署に提出する書類を作成することを業とすることができる。
行政書士が作成する書類は、簡単な届出書類から複雑な許認可手続に至るまで多岐にわたり、3000種類に及ぶと言われる。許認可などの申請書・添付書類など行政機関に提出する書類のほかに、契約書、定款など権利義務・事実証明に関する書類を作成する。また、それらの書類を作成する際の相談にも応じる。代表的な例としては、新車を購入した際の登録手続、飲食店や建設業を開業する際の許認可手続、法人設立のために認可を要する際の認可手続および定款認証手続・議事録等の作成（登記手続は除く。また登記が効力要件になっている法人設立は除く。）、外国人の在留資格の更新および変更手続などが挙げられる。
行政書士の職域は、土地家屋調査士、司法書士、社会保険労務士などが扱う職域との関連が深い。そのため、これらの資格を取得し、兼業する行政書士も少なくない。取り扱う書類に関する実務的知識と理解力は、業務を遂行する上で必須である。建設業法、不動産および農地などに関する法令の習熟も求められる。書類を作成するうえで、要旨を的確に表現する文章力も欠かせない。
就業者の大部分は、中高年の男性である。また、税理士、土地家屋調査士、社会保険労務士、司法書士、宅地建物取引士などの他士業との兼業者は半数以上占めている。
近年、官公署に提出する書類は簡素化される傾向にあり、行政サービスの向上も伴って、官公署に提出する書類のうち簡易なものは本人が容易に作成し提出できるようになった。そのためこれからの行政書士は、高度な専門知識を必要とする書類作成へ関与を深めてゆくことになるであろうと予想される。
厚生労働省の職業分類表では、行政書士は「法務・経営・文化芸術等の専門的職業 」（03）の「その他の法務・経営・文化芸術等の専門的職業」（020）の「他に分類されない法務・経営・文化芸術等の専門的職業」（020-99）と分類される。総務省の日本標準職業分類では、「他に分類されない専門的職業従事者」（249）と分類される。同じく総務省の日本標準産業分類では、行政書士事務所（7231）は「学術研究，専門・技術サービス業」（大分類 L）の「専門サービス業（他に分類されないもの）」（中分類 72）と分類される。
英名には様々あり、Certified Administrative Procedures Specialistや、Administrative Scrivener、Immigration Lawyerなどが使われている。法務省の日本法令外国語訳データベースシステムでは、Certified Administrative Procedures Legal Specialistと訳されている。

## 資格・登録
行政書士となるためには、下記に掲げる一定の資格を得た上で、各都道府県の行政書士会を経由して、日本行政書士会連合会の登録を受ける必要がある。

### 行政書士となる資格
次の各号のいずれかに該当する者は、行政書士となる資格を有する。
一　行政書士試験に合格した者
二　弁護士となる資格を有する者
三　弁理士となる資格を有する者
四　公認会計士となる資格を有する者
五　税理士となる資格を有する者
六　国又は地方公共団体の公務員として行政事務を担当した期間及び行政執行法人（独立行政法人通則法（平成11年法律第103号）第2条第4項に規定する行政執行法人をいう。以下同じ。）又は特定地方独立行政法人（地方独立行政法人法（平成15年法律第118号）第2条第2項に規定する特定地方独立行政法人をいう。以下同じ。）の役員又は職員として行政事務に相当する事務を担当した期間が通算して20年以上（学校教育法（昭和22年法律第26号）による高等学校を卒業した者その他同法第90条に規定する者にあつては17年以上）になる者
◎ 行政事務の解釈
（昭和二十六年九月十三日 地自行発第二七七号 各都道府県総務部長宛 行政課長通知）
一 「行政事務」とは、単に行政機関の権限に属する事務のみならず、立法乃至司法機関の権限に属する事務に関するものも含まれるものと広く解釈することができる。従って、この場合国会職員、裁判所の事務職員等の行う事務は含まれると解すべきである。又、単なる労務、純粋の技術、単なる事務の補助等に関する事務は含まれないものと解される。
二 「行政事務」を担当する者であるかどうかの判別は次の基準によることが適当である。
（一）文書の立案作成、審査等に関連する事務であること。（文書の立案作成とは必ずしも自ら作製することを要せず、広く事務執行上の企画等をも含む。）
（二）或程度その者の責任において事務を処理していること。
三 以上により「行政事務」を担当する者であるかどうかについて具体的に例示すれば次の通りである。
（一）地方公務員法附則第二十一項に規定する単純な労務に雇傭される職員は該当しない。
（二）民生委員についても該当しないものと解すべきである。
（三）消防組織法第十一条の規定による消防吏員で二の事務を行う者は該当するものと解せられるが、同法第十五条の二の規定による消防団員は該当しない。
（四）警察法第三十五条の規定による警察吏員で二の事務を行う者は該当するものと解せられる。
（五）地方公共団体の議会の職員は該当しない。
（六）選挙管理委員、監査委員、教育委員、農地委員その他法令または条例に基づく委員会（いわゆる行政委員会）の委員は該当するものと解される。
（七）地方公共団体の経営する病院の医師で衛生行政に関与しないものは該当しない。
（八）教育公務員については、一般に該当しないものと解せられるが、いわゆる教育行政に関与する地位にある者は、すなわち、学長、校長、教頭、部局長、教育長等は該当するものと解せられる。教育委員会の事務職員については、一・二により判断さるべきであろう。
（九）地方公共団体の議会の書記は該当するものと解する。
（十）軍人であった者については、一般の兵は該当しないが、いわゆる軍事行政に関係がある者、例えば陸軍省、連隊区司令部、連隊本部、中隊事務室等に勤務していた者で二の事務を行なっていた者は該当するものと解することができる。

### 欠格事由
次のいずれかに該当する者は、上記にかかわらず、行政書士となる資格を有しない。
- 未成年者
- 破産手続開始の決定を受けて復権を得ない者
- 禁錮以上の刑に処せられた者で、その執行を終わり、または執行を受けることがなくなってから3年を経過しない者
- 公務員（行政執行法人または特定地方独立行政法人の役員または職員を含む）で懲戒免職の処分を受け、当該処分の日から3年を経過しない者
- 第6条の5第1項の規定により登録の取消しの処分を受け、当該処分の日から3年を経過しない者
- 第14条の規定により業務の禁止の処分を受け、当該処分の日から3年を経過しない者
- 懲戒処分により、弁護士会から除名され、公認会計士の登録の抹消の処分を受け、弁理士、税理士、司法書士もしくは土地家屋調査士の業務を禁止され、または社会保険労務士の失格処分を受けた者で、これらの処分を受けた日から3年を経過しない者
- 税理士法第48条第1項（懲戒処分を受けるべきであつたことについての決定等）の規定により同法第44条第3号に掲げる処分を受けるべきであつたことについて決定を受けた者で、当該決定を受けた日から3年を経過しないもの

成年被後見人または被保佐人を欠格条項とする規定については、2019年6月14日に公布された「成年被後見人等の権利の制限に係る措置の適正化等を図るための関係法律の整備に関する法律」によって削除され、心身の故障等の状況を個別的、実質的に審査し、必要な能力の有無を判断することとなった。

### 登録
行政書士となる資格を有する者が行政書士となるには、日本行政書士会連合会の行政書士名簿に登録を受けなければならない。2023年3月末時点の登録者数は51,041名、1,185法人である。

### 徽章
行政書士の徽章はコスモスの花弁の中に篆書体の「行」の字をデザインしたものである（素材は、純銀の台座に金メッキ貼り、行の字の表面はプラチナ差し。なお、令和5年から特定行政書士用に、一回りサイズが大きい徽章も発行されている）。
なお、行政書士補助者は補助者登録を行うことで補助者徽章の交付を受けることができる（デザインはコスモスの花弁の中に「補」の記載。素材は、合金製 光沢ニッケルメッキ）。

### 監督
行政書士や行政書士法人に対する懲戒は、都道府県知事が行う。
都道府県知事は、行政書士会につき、報告を求め、または勧告することができる。

## 業務
行政書士が行う業務は下記のとおりである。

### 行政書士法上の業務

#### 独占業務
独占業務の内容
官公署に提出する書類その他権利義務または事実証明に関する書類を作成することは、他の法律に別段の定めがある場合等を除いて、行政書士または行政書士法人でない者が報酬を得て業として行うことはできないとされ、違反すれば刑事罰を科されうる。
独占業務の例外
次に掲げるように、無資格者が行っても行政書士法違反とはならない「他の法律の別段の定めがある場合」は広く存在することが判例や行政通達などにより示されている。
- 定型的かつ容易に行えるものとして総務省令で定める手続について、当該手続に関し相当の経験または能力を有する者として総務省令で定める者が電磁的記録を作成する場合[13]
- 正当な業務を行うために付随して行われる場合[14]
- 官公署に提出する書類に匹敵する対外的に意味のある書類以外の書類作成[15]
- 官公署に提出する書類の記載事項の一部を有料で記載すること[16]
- 司法書士が業務範囲に付随する場合において官公署その他権利義務・事実証明書類を作成する場合[17]
- 土地家屋調査士が業務範囲に付随する場合において官公署その他権利義務・事実証明書類を作成する場合[18]
- 記帳代行会計業務

事実証明書類として会計書類が作成されるが、誰でも行うことができる自由業務とされている。
- 調査や分析を主たる内容とする業務として報酬を受けてその結果等を報告するための報告書の作成など

行政書士の代書的業務の範疇を超えているとされている。
- 建築士が開発行為許可申請手続や農地転用申請手続に必要な書類の作成をする場合[21]。

#### 非独占業務
行政書士法第1条の3も、以下のように行政書士が行いうる業務を規定している。
行政書士法第19条第1項の明文により無資格者による実施が禁止される業務は、行政書士法第1条の2に定める業務である「官公署に提出する書類その他権利義務または事実証明に関する書類を作成すること」である。そのため、行政書士法第1条の3に定める業務には業務独占は及ばない。
- 官公署に提出する書類の提出手続においてその官公署に対してする行為を代理すること[22]
- 官公署に提出する書類に係る許認可等に関して行われる聴聞等の手続においてその官公署に対してする行為について代理すること[22]
- 行政書士が作成した官公署に提出する書類に係る許認可等に関する審査請求等行政庁に対する不服申立ての手続について代理し、およびその手続について官公署に提出する書類を作成すること[23][注釈 7]
- 契約その他に関する書類を代理人として作成すること[24][注釈 8]
- 行政書士が作成することができる書類の作成について相談に応ずること[25]

### 他の法律等に規定される業務
以下に掲げるように、他の法律や通達においても行政書士の業務であるとされているものがある。

#### 出入国管理法（申請取次業務）
行政書士が外国人に代わって入国管理局の手続をするときは、一定の手続について、依頼した外国人の出頭を要さないとされている。なおこれらの業務を行うためには一定の研修・考査を受け申請取次の認定を受けなければならない。

#### 税理士法
- 行政書士または行政書士法人は、それぞれ行政書士または行政書士法人の名称を用いて、他人の求めに応じ、ゴルフ場利用税、自動車税、軽自動車税、事業所税、石油ガス税、不動産取得税、道府県たばこ税（都たばこ税を含む。）、市町村たばこ税（特別区たばこ税を含む。）、特別土地保有税、および入湯税に関し税務書類の作成を業として行うことができる[注釈 10][27][28]。

#### 社会保険労務士法
- 昭和55年9月1日時点で行政書士会に入会している行政書士である者は、「当分の間」、他人の依頼を受け報酬を得て労働、社会保険法令上の申請書等・帳簿書類の作成[注釈 11]を業とすることができる[29]。

#### 海事代理士法
- 内航海運業法および船員職業安定法に基づく諸手続は「当分の間」海事代理士法の制限にかかわらず行政書士も行いうるとされている[30]

#### 令和５年２月８日付民二第７０号法務省民事局長通達
- 相続土地国庫帰属承認申請の代行を行える資格者は弁護士、司法書士、行政書士の３士業に限られるとされた[31]

#### 令和５年３月１３日総行行第８４号総務省自治行政局行政課長通知
- 行政書士が業として行う行政書士法第１条の２及び第１条の３第１項（第２号を除く。）に規定する業務に関連して行われる財産管理業務又は成年後見人等業務は、行政書士の業務に附帯し、又は密接に関連する業務（行政書士法第１３条の６第１号・行政書士法施行規則第１２条の２第４号参照）に該当するとされた。[注釈 12]

### 業務制限
行政書士は、上記業務に外形上含まれる業務であっても、他の法律により制限される業務は行えない。「他の法律」には弁護士法、公証人法、司法書士法、海事代理士法、公認会計士法、税理士法、社会保険労務士法、建築士法などが該当するとされている。具体例は次のとおりであり、判例、行政通達などにより広く規制されている。
- 就業規則作成（行政書士法昭和55年改正附則2項の行政書士は除く）[34]
- 労働基準法に基づく告訴・告発状の作成、労働基準法第104条第1項の申告書作成およびこれらの提出代行（行政書士法昭和55年改正附則2項の行政書士は除く）[35]
- 単なる作成レベルを超える請求書・督促状等の意思表示を内容とする書面[36]
- 登記や裁判手続のために、法務局、裁判所等に提出が予定される各種書類（契約書、遺産分割協議書、定款、各種議事録など）の作成やこれらの事務を取り扱う過程で作成されるべき書類の作成（例えば住宅用家屋証明書の交付申請書作成、現況証明申請書作成、境内地証明申請書作成など）[37][注釈 14]
- 官公署に対する審査請求等行政庁に対する不服申立ての手続の代理、書類作成（行政書士が書類を作成した許認可等に関して、特定行政書士が行う場合を除く）[38]
- 将来法的紛争が発生することが予測される状況における書類の作成、相談、助言指導[要検証 – ノート]
- 行政書士において依頼者が他の法律で作成が禁止されている申立書その他書類の添付書類にすることを知りながら依頼者の求めに応じて作成等（作成をするための戸籍謄本等の職務上請求等）する行為[39][注釈 15][注釈 16]
- 自筆証書遺言書保管制度における遺言書保管申請等法務局提出の書類の作成[注釈 17][要検証 – ノート]
- 行政書士が他人から第三者の戸籍または除籍の謄本、抄本もしくは記載事項証明書の交付の請求のみを依頼され、当該依頼に基づき当該行政書士名義で戸籍謄本等を請求することは、行政書士法に規定する行政書士の業務に含まれない[41]

### 業務上の義務

#### 守秘義務
行政書士は、正当な理由なく、その業務上取り扱った事項について知り得た秘密を漏らしてはならず、行政書士でなくなった後も同様である。これに反した者は1年以下の拘禁刑または100万円以下の罰金に処される。

#### 記名義務
行政書士は、その作成した書面について記名しその職印を押印しなければならない。

#### 業務継続義務
行政書士が引き続き2年以上行政書士業務を行わない場合には、日本行政書士会連合会はその登録を抹消することができる。

#### 依頼に応ずる義務（受任義務）
行政書士は、正当な事由がある場合でなければ、依頼を拒むことができない。

## 特定行政書士
日本行政書士会連合会が実施する特定行政書士法定研修を修了（全講義の受講および考査に合格）した行政書士は、行政書士が作成した官公署に提出する書類に係る許認可等に関する審査請求、再調査の請求、再審査請求等行政庁に対する不服申立ての手続について代理し、およびその手続について官公署に提出する書類を作成することができるように特定行政書士の付記がなされる。なお、「特定行政書士」の呼称および表記は行政書士法上に根拠規定がある。
なお、特定行政書士法定研修の受講後に実施される考査の結果は下記のとおりである。特定行政書士の付記がされている行政書士は全体の10.51%（令和6年12月現在）であり、類似の資格内試験で特定の業務ができる制度が法定されている認定司法書士の75%、特定社会保険労務士の63％、認定土地家屋調査士の30％、特定侵害訴訟代理業務付記弁理士の30％から見ると少ないのが現状である。
| 年度       | 研修受講者（人） | 受験者（人） | 合格者（人） | 合格率 |
| ---------- | ---------------- | ------------ | ------------ | ------ |
| 平成27年度 | 3,638            | 3,517        | 2,428        | 69.04% |
| 平成28年度 | 1,453            | 1,173        | 766          | 65.3%  |
| 平成29年度 | 610              | 617          | 399          | 64.7%  |
| 平成30年度 | 519              | 467          | 319          | 68.3%  |
| 令和元年度 | 503              | 437          | 312          | 71.4%  |
| 令和2年度  | 438              | 386          | 263          | 68.1%  |
| 令和3年度  | 681              | 575          | 390          | 67.8%  |
| 令和4年度  | 625              | 514          | 336          | 65.4%  |
| 令和5年度  | 663              | 556          | 366          | 65.8%  |
| 令和6年度  | 710              | 628          | 420          | 66.9%  |

## 組織

### 行政書士法人
行政書士は、業務を行うことを目的として法人を設立することができる。

### 行政書士会（単位会）
行政書士は、都道府県の区域ごとに、会則を定めて、一箇の行政書士会を設立しなければならない。行政書士会は、会員の品位を保持し、その業務の改善進歩を図るため、会員の指導および連絡に関する事務を行うことを目的とする。

### 日本行政書士会連合会
全国の行政書士会は、会則を定めて、日本行政書士会連合会を設立しなければならない。

## 歴史
1951年（昭和26年）に行政書士法が成立するまで、誰でも事務所の所在地を所轄する警察官署の許可を受ければ、代書業を営むことができた。しかし中には三百屋的（でたらめな）代書人もいたため、明治30年代後半ごろからそのような代書人を取り締まるため、各地方レベルで警視庁令、各府県令によって代書人取締規則が発令された。その後、1920年（大正9年）にその各地の取締規則を統一した代書人取締規則が内務省の省令として発令された。この全国統一の規則によって定義された代書人が現在の行政書士に至る系譜をたどることとなる。なお、行政書士制度の成り立ちについては、裁判書類の作成を業務としていた司法職務定制の代書人（構内代書人）は代書人取締規則制定の前年の1919年（大正8年）に司法代書人法が制定され、その後司法書士に至る系譜をたどることから、行政書士と司法書士は司法職務定制にいう代書人から司法書士、行政書士の二つの代書人が分離したのではなく、それぞれ別々に成立発展してきたものと考える方が説得的であると主張する説と、司法職務定制にいう代書人から、司法代書人法の制定によって、二つの代書人が分離したと主張する説がある。
その後、大日本帝国憲法時代に2 - 3回行政書士法の成立の試みがなされるが、審議未了となり廃案となった。
1938年（昭和13年）、衆議院議員提出法案として、第73回帝国議会に代書人の地位向上を目的とした行政書士法案が提出されたが成立しなかった。その後、1939年（昭和14年）の第74回帝国議会、1940年（昭和15年）の第75回帝国議会に提出されたが成立しなかった。1941年（昭和16年）の第76回帝国議会では「代書人を行政書士と改称」の請願として提出したが、内務省所管において審議することとされ、請願は通らなかった。
1938年から1948年まで一般代書人を開業していた4代目桂米團治は、能筆であるが公文書の作成は苦手であったため、公文書の依頼は別の代書人に回し表彰状や履歴書ばかり手がけていたなど、業務適正が無い者も存在していた。
戦後を迎え、内務省令であった代書人取締規則が失効する。1947年（昭和22年）、第92回帝国議会で「司法書士は、司法書士法の制定により、行政代書人に比べ地位向上した。行政代理人に関しては、行政書士法の制定がないことは遺憾であり、行政書士法制定が必要である。」旨の趣旨説明のもと、行政書士法制定に関する請願がおこなわれ、その請願が通り行政書士法の成立に向けて前進した。
そして、三百屋的（でたらめな）代書人を取締まることで一般の利益を保護することと、代書人の地位向上とを目的として、議員提出法案として行政書士法案が国会に提出された。第8回国会に衆議院にて成立し、参議院にて審議未了の審議経過となった後、1951年（昭和26年）の第9回国会において行政書士法が成立し、行政書士が誕生した。
1951年（昭和26年）当時、司法書士制度は試験制度を導入していなかったため、その比較において試験制度を導入することの是非が話し合われた。司法書士は、地方法務局の認可を得てその枠内で業務するという制度になっているのに対し、行政書士は一般の人が誰でもやればやり得る仕事ではあった。しかし業務範囲が広く、取扱の点から慎重を期す場合もあるので、行政書士は一定学力をもっている人を前提とし、その中から試験によって適当なる人を選び出す試験制度が必要であるという説明がなされ、試験制度が採用された。
また参議院において、国または地方公共団体の公務員として一定の経歴を持った者であれば、無試験で行政書士たる資格を与えるべきとの意見を受けてこれを加えられた。それによって、国または地方公共団体の公務員の登用試験の格に応じ、行政書士より高度の資格をもっている弁護士、弁理士や公認会計士に対し、当然その資格をもっているということで、無試験で行政書士となる資格を有する者に加えられた。
戦後、弁護士会、公証人会、弁理士会を除いて、公共的専門職能団体の強制入会制度は廃止となった。行政書士制度においても、1951年（昭和26年）法では強制入会制度はとられておらず任意入会であったため、入会する者が少なく、活動も低調であった。そのため1960年（昭和35年）の第34回国会に法改正され、行政書士の品位の向上ならびに知識技能の向上をはかり、もって公共の福祉に資するため強制入会制度が導入された。
昭和50年代には仕事の四分の一が車庫証明関連の仕事であったが、行政書士連合会と社団法人日本自動車販売連合会等との間に、自動車保管場所証明書（いわゆる車庫証明）の申請業務についてトラブルになった。最終的に車庫証明は原則としてユーザーがこれを記入し、ユーザーが直接記入できないという場合、行政書士に代行させるということで合意をみた。その後、社団法人日本自動車販売協会連合会が、自動車保有関係手続のワンストップサービスで、新規登録や車庫証明等の申請をすることができるようになった。

## 試験
- 受験資格に制限はない。
- 毎年度11月第2日曜日に、全国47都道府県で行われる。
- 総務大臣が定めるところにより都道府県知事が行う。都道府県知事は総務大臣の指定する指定試験機関に委任することができ、現在は一般財団法人行政書士試験研究センターが試験を実施している。具体的には総務大臣が試験期日、試験科目、試験の方法、合格発表期日、合格証、試験の公示等の試験の骨子を定め、都道府県知事が合格の決定に関する事務（合格基準の設定）を行い、指定試験機関が試験問題の作成、答案の採点、試験会場の確保、試験監督などを行っている。

### 試験科目

#### 業務に関する法令等
- 憲法
- 民法
- 行政法（行政法総論、行政手続法、行政不服審査法、行政事件訴訟法、国家賠償法、地方自治法、損失補償）
- 商法
- 会社法
- 基礎法学

#### 業務に関し必要な基礎知識
- 一般知識(従来の「政治・経済・社会」含む)
- 行政書士法等行政書士業務と密接に関連する諸法令（行政書士法・戸籍法・住民基本台帳法等）
- 情報通信技術（ICT）
- 個人情報保護法
- 文章理解

平成11年度までは「小論文」も実施されていた。また、平成17年度まで「業務に関する法令等」としての試験科目であった行政書士法、戸籍法、住民基本台帳法、労働法、税法等も「一般知識等」として出題され得るとしている。令和6年以降、「一般知識等」の範囲内で出題される可能性のあった「行政書士法」、「戸籍法」、「住民基本台帳法」等が「行政書士法等行政書士業務と密接に関連する諸法令」として独立し、出題されるようになる。試験問題は、毎年度4月1日現在施行の法律に準拠して出題される。
- 出題形式は、5つの選択肢から1つを選ぶ択一式と多肢選択式、40字程度の記述式（法令等科目のみ）の組合せである。
- 合格基準は、全体で60％以上の得点をしつつ、法令等科目で50％、基礎知識で40％の得点をしていることである（すなわち、全体で〈300点満点中〉180点以上の得点をしつつ、法令等科目で〈244点中〉122点以上、かつ、基礎知識で〈56点中〉24点以上の得点をしていることが必要）。つまり一定の点数をクリアしたものが全員受かる検定試験と同様な試験制度となっており、各年度における合格率・合格者にばらつきがあるのはこのためである。ただし、問題の難易度により、補正的措置が採られることがある。平成26年度試験において行政書士試験研究センターは「試験問題の難易度を評価」し、補正的措置を新試験制度開始（平成18年度）後初めて行い、合格基準点を（300点中）166点（法令等科目〈244点中〉110点以上、かつ、一般知識等〈56点中〉24点以上）とした。

### 合格率
一定の点数をクリアしたものが全員受かる検定試験と同様の試験制度となっており、各年度における合格率にばらつきがある。
| 年度       | 申込者（人） | 受験者（人） | 合格者（人） | 合格率 |
| ---------- | ------------ | ------------ | ------------ | ------ |
| 平成元年度 | -            | 21,167       | 2,672        | 12.62% |
| 平成2年度  | －           | 22,406       | 2,480        | 11.07% |
| 平成3年度  | －           | 26,228       | 3,092        | 11.79% |
| 平成4年度  | －           | 30,446       | 2,861        | 9.40%  |
| 平成5年度  | －           | 35,581       | 3,434        | 9.65%  |
| 平成6年度  | －           | 39,781       | 1,806        | 4.54%  |
| 平成7年度  | －           | 39,438       | 3,681        | 9.33%  |
| 平成8年度  | 43,267       | 36,655       | 2,240        | 6.11%  |
| 平成9年度  | 39,746       | 33,957       | 2,902        | 8.55%  |
| 平成10年度 | 39,291       | 33,408       | 1,956        | 5.85%  |
| 平成11年度 | 40,208       | 34,742       | 1,489        | 4.29%  |
| 平成12年度 | 51,919       | 44,446       | 3,558        | 8.01%  |
| 平成13年度 | 71,366       | 61,065       | 6,691        | 10.96% |
| 平成14年度 | 78,826       | 67,040       | 12,894       | 19.23% |
| 平成15年度 | 96,042       | 81,242       | 2,345        | 2.89%  |
| 平成16年度 | 93,923       | 78,683       | 4,196        | 5.33%  |
| 平成17年度 | 89,276       | 74,762       | 1,961        | 2.62%  |
| 平成18年度 | 88,163       | 70,713       | 3,385        | 4.79%  |
| 平成19年度 | 81,710       | 65,157       | 5,631        | 8.64%  |
| 平成20年度 | 79,590       | 63,907       | 4,133        | 6.47%  |
| 平成21年度 | 83,819       | 67,348       | 6,095        | 9.05%  |
| 平成22年度 | 88,651       | 70,576       | 4,662        | 6.60%  |
| 平成23年度 | 83,543       | 66,297       | 5,337        | 8.05%  |
| 平成24年度 | 75,817       | 59,948       | 5,508        | 9.19%  |
| 平成25年度 | 70,896       | 55,436       | 5,597        | 10.10% |
| 平成26年度 | 62,172       | 48,869       | 4,043        | 8.27%  |
| 平成27年度 | 56,965       | 44,366       | 5,814        | 13.10% |
| 平成28年度 | 53,456       | 41,053       | 4,084        | 9.95%  |
| 平成29年度 | 52,214       | 40,449       | 6,360        | 15.72% |
| 平成30年度 | 50,926       | 39,105       | 4,968        | 12.70% |
| 令和元年度 | 52,386       | 39,821       | 4,571        | 11.50% |
| 令和2年度  | 54,847       | 41,681       | 4,470        | 10.70% |
| 令和3年度  | 61,869       | 47,870       | 5,353        | 11.18% |
| 令和4年度  | 60,479       | 47,850       | 5,802        | 12.13% |
| 令和5年度  | 59,460       | 46,991       | 6,571        | 13.98% |
| 令和6年度  | 59,832       | 47,785       | 6,165        | 12.90% |